# Erich Löwenhardt
Erich Löwenhardt (Breslavia, 7 aprile 1897 – 10 agosto 1918) è stato un aviatore tedesco. Fu uno dei migliori assi dell'aviazione tedesca della prima guerra mondiale.
Löwenhardt era figlio di un medico. Iniziò la carriera militare nella scuola degli ufficiali(Hauptkadettenanstalt) di Lichterfelde.  Da lì, fu poi trasferito nel reggimento di fanteria 141, per combattere al fronte la guerra appena scoppiata.
Il 2 ottobre 1914 Löwenhardt fu nominato sottotenente ma, alla fine di ottobre, venne gravemente ferito e rimase in ospedale fino al gennaio 1915. Fu nuovamente utilizzato al fronte dove salvò la vita a cinque soldati tedeschi feriti e venne decorato con la Croce di ferro di seconda classe.
Il futuro asso cambiò ancora per i Deutsche Alpenkorps (scalatori alpini) per finire poi nell'aviazione. Iniziò come osservatore ma, all'inizio del 1916, venne trasferito alla sezione aerea dell'artiglieria N°265 per poter esser istruito come pilota. Nel marzo 1917 cominciò nella Jasta 10, che faceva parte della squadra di Manfred von Richthofen. Alla fine del marzo 1918 aveva già raggiunto le 15 vittorie, e all'inizio di aprile, a soli 20 anni, venne nominato comandante della Jasta 10.
Entro la fine del luglio 1918 raggiunse le 47 vittorie. Il 31 maggio 1918 venne decorato con La Pour le Mérite, la più alta decorazione militare tedesca. Il 10 agosto 1918 ottenne la sua vittoria n°. 54 ma, lo stesso giorno, si scontrò con un altro aereo tedesco pilotato da Alfred Wenz della Jasta 11. I due aviatori riuscirono a saltare dai loro rispettivi apparecchi, ma il paracadute di Löwenhardt non si aprì e morì. Wenz, invece, sopravvisse all'incidente aereo.